# BRP Miguel Malvar (FFG-06)
Le BRP Miguel Malvar (FFG-06) est le navire de tête de sa classe de frégates lance-missiles de la marine philippine. C’est le deuxième navire à porter le nom de Miguel Malvar y Carpio, un général philippin pendant la révolution philippine contre l’Espagne et la guerre américano-philippine.
Le navire a fait l’objet de travaux finaux d’aménagement au chantier naval de HD Hyundai à Ulsan, en Corée du Sud, et a été livré à la marine philippine le 8 avril 2025. Le navire devrait être mis en service par la force de combat offshore de la marine philippine d’ici la mi-2025.

## Construction et design

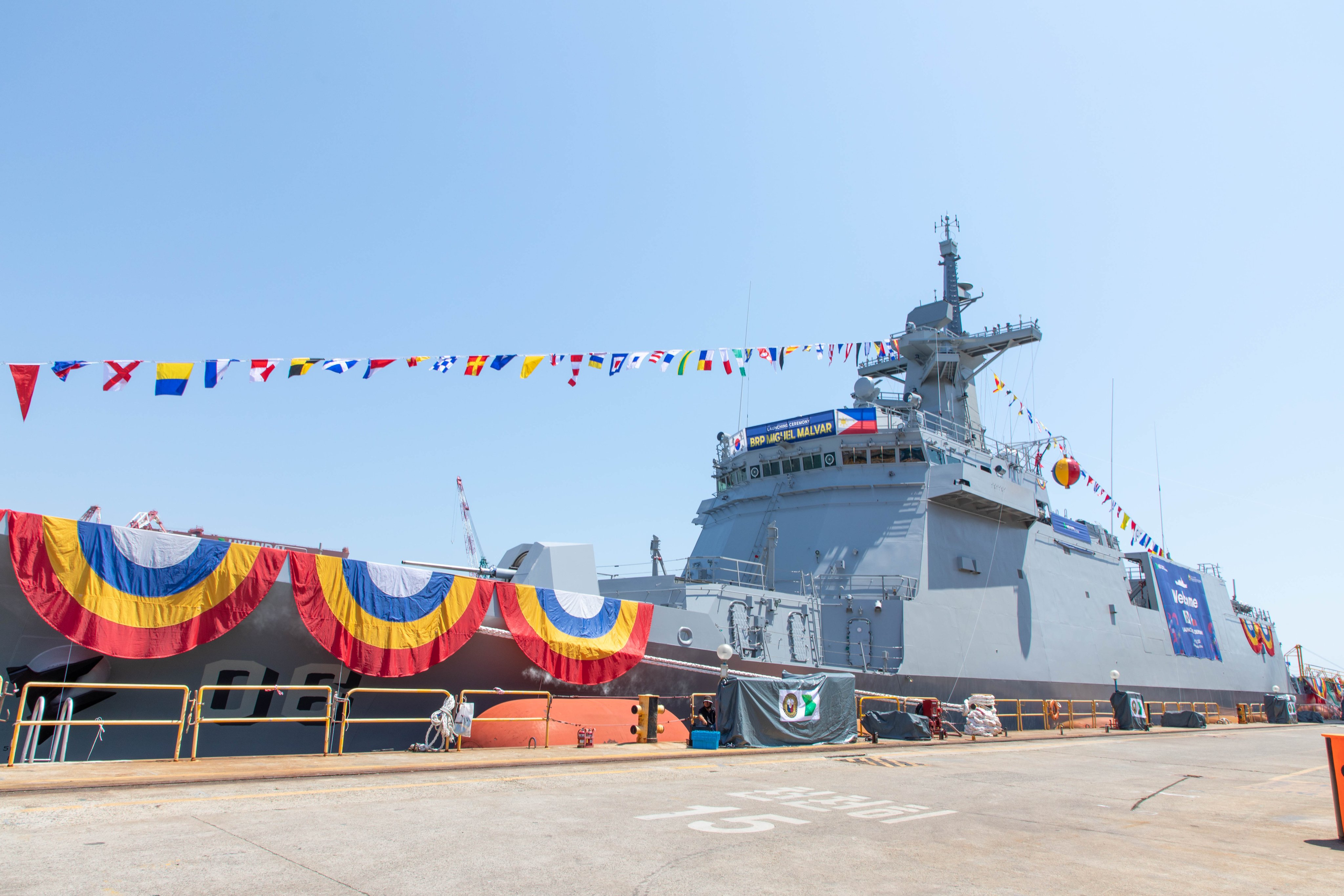
Le BRP Miguel Malvar lors de son lancement par HD Hyundai Heavy Industries à Ulsan, Corée du Sud

Le BRP Miguel Malvar a été conçu et construit par HD Hyundai Heavy Industries (HD HHI) en Corée du Sud. Il est basé sur la conception HDC/HDF-3200 du constructeur naval, qui elle-même était une conception HDF-2600 redessinée et agrandie utilisée pour les frégates de classe Jose Rizal déjà en service dans la marine philippine. La conception a été fortement influencée par la conception de base de la frégate de classe Incheon construite pour la marine de la république de Corée, mais avec des évolutions importantes de conception et des caractéristiques que l’on retrouve sur les nouvelles frégates de la marine de la ROK, avec une surface équivalente radar réduite grâce à des lignes plus nettes, une conception de surface lisse, des porte-à-faux réduits et un franc-bord bas.
La cérémonie de découpe de la première tôle d’acier du navire s’est tenue le 11 mai 2023 dans les installations de HD HHI à Ulsan, en Corée du Sud.
La cérémonie de pose de la quille s’est tenue le 22 novembre 2023, en même temps que la cérémonie de découpe de la première tôle de son sister-ship, le futur BRP Diego Silang (FFG-07).
Le navire a été lancé le 18 juin 2024, en présence du secrétaire à la Défense nationale philippine Gilberto Teodoro. Parmi les autres personnes qui ont assisté à la cérémonie, figuraient son épouse, l’Envoyée spéciale auprès du Fonds des Nations unies pour l'enfance, Monica Louise Prieto-Teodoro, le commandant en chef des forces armées des Philippines, le général Romeo Brawner, le chef d'état-major de la marine philippine, le vice-amiral Toribio Adaci Jr, et d’autres responsables militaires.
Le BRP Miguel Malvar a été livré à la marine philippine le 8 avril 2025 sous la direction du secrétaire à la Défense nationale, Gilberto Teodoro Jr., qui a présidé la cérémonie d’arrivée à la base navale de Subic Bay, à Zambales,,,.
Il rentre en service officiellement, ainsi que le BRP Albert Majini (PG-909) le 20 mai 2027 lors d'une cérémonie pour le 127e anniversaire de la marine philippine.